# 披针叶屈曲花
披针叶屈曲花（学名：Iberis intermedia）为十字花科屈曲花属的植物。分布于欧洲、印度以及中国大陆的西藏等地，目前已由人工引种栽培。
其种加词“intermedia”意为“中间的”。
现接受名为披针叶屈曲花中间亚种（Iberis linifolia subsp. intermedia (Guers.) Kerguélen, 1993）。